# 苏里南历史
苏里南的历史可以追溯到公元前3000年前。现今苏里南地区由众多土著居民组成。最大的部落是的阿拉瓦克人，他们是一个从事狩猎和捕鱼的沿海游牧部族。之后，加勒比人来到这里。他们用他们的帆船征服了阿拉瓦克人。.

## 早期历史
早在公元前3,000年時，蘇利南地區就已開始有人類的蹤跡，在居住此地區的原住民裡，最大的族群當屬濱海游牧民族阿拉瓦克人，以及稍後才進入此地區的征服者、航海民族的加勒比人。除了這兩支主要的民族之外，在內地的熱帶雨林內尚有更多小型的部族。

## 荷兰殖民统治
直到1650年時，開始有了第一批的歐洲人來到此地——由當時的巴貝多總督魏勒比爵士（Lord Willoughby）所率領的英格兰移民在蘇利南建立了第一個歐洲殖民地。他们种植烟草，但是最终因为财政而失败。沒过多久，英格兰殖民地就遭到亚伯拉罕·克兰生（Abraham Crijnsen）所率領的荷蘭殖民部隊攻擊，這場紛爭一直到1667年時第二次英荷戰爭（1665年-1667年）結束才獲得初步的解決，在當年英格兰與荷蘭簽署了布列達條約（Treaty of Breda），荷蘭以他們在曼哈頓島所建立的要塞殖民地新阿姆斯特丹（也就是今日紐約市的前身）與英格兰交換蘇利南，並且正式改名為荷屬蓋亞那。

### 奴隶制和解放
在当时的南美洲，奴隶制非常普遍。透過荷屬圭亚那與加勒比海地區的其他幾個殖民島嶼，荷蘭王國壟斷了當時世界主要的蘭姆酒生產事業，歐洲人從非洲引進大量的奴隸至此地區勞動，而成為日後非裔南美人口的起源。1799年時，趁著荷蘭被拿破崙所領導的法國併吞這機會，英國人重新獲得蘇利南的統治權，但在1816年拿破崙帝國瓦解之後又將該地歸還給荷蘭。雖然英國曾在他們短暫統治蘇利南的期間解放了黑奴，但是重回荷蘭統治的蘇利南，要到1863年以後才正式宣佈奴隸制度的廢除，使得荷蘭成為最晚放棄奴隸制度的歐洲殖民國家。為了取代解放黑奴之後所損失的勞動人口，荷蘭自荷屬東印度群島（今天的印尼）引進了勞工，其中除了佔極大比例的印度裔族群外，也有一部份是華人，而在1873年到1916年之間，也有許多印度勞工透過荷蘭的安排，移民到蘇利南地區從事勞動。這些外來人口在今日的蘇利南人口組成中佔了不小的比例，其中北印度人（Hindustani，也就是北印度裔的印尼移民）佔了37%，爪哇人15%，馬隆人（其祖先是逃亡到南美內地的黑人奴隸）10%，華人佔2%。

### 20世纪
進入20世紀以後，蘇利南從原本以農業生產為主的國家轉變為礦業生產國，今日的蘇利南是全世界最大的鋁樊土輸出國，而鋁樊土是煉鋁最重要的原料。除了鋁樊土外，蘇利南也是橡膠與金礦等重要工業資源的生產國。
1941年11月23日，根据与流亡中的荷兰政府的协议，美国占领了荷属圭亚那以保护铝土矿。

## 非殖民化
1945年，荷属圭亚那举行了首次普选。
在第二次世界大戰之後，在聯合國的決議輔導之下荷属圭亚那於1954年時被荷蘭規劃為一個海外自治省。荷兰仍然控制着防卫和外交事务。
自1973年起，當地的自治政府開始與荷蘭展開溝通談判，並於1975年11月25日正式獨立。

## 独立后
獨立後的蘇利南一直處於政治不穩定的局勢，因此很多蘇利南人在這段期間選擇逃回荷蘭本土。1980年，一個由16位年輕軍事將領組成的軍政府推翻了原本的政權，由於政變時軍政府打出了掃除貪污改善人民生活品質的訴求，建立了社會主義共和國政體。軍事執政初期蘇利南政府還大致獲得人民的信賴與當初殖民母國荷蘭政府的良好關係與經濟援助，但在1982年12月8日一場稱為十二月屠殺（荷文：Decembermoorden）的事件中，多達15位的政治反對領袖遭到執政政府的暗殺，此事件讓荷蘭當局非常不滿而斷絕了對蘇利南的經濟援助。
在歷經了幾年由德西·鮑特瑟主導的軍政之後，1987年時在國際社會的壓力之下，蘇利南的軍政府被迫重新啟動民主投票的機制，但投票後成立的民主政府，又在短短兩年後，於1989年時遭推翻恢復軍政。在1991年的大選之後，蘇利南才終於慢慢的進入民主政治的運作，但過多不同族裔分據各方的政局，仍然有動盪不穩定的隱憂。